# 2011年安徽出现非法私人电视台事件
2011年安徽出现非法私人电视台事件，指2011年3月中华人民共和国安徽省广播电视局指出该省的中部和北部地区存在近千家非法电视台的事件。

## 各界反应

### 中华人民共和国政府
对于安徽出现非法私人电视台事件，安徽省人民政府回应：
|  | 由个人或数人联合开办小型无线发射的非法电视台现象，在安徽省一些乡镇确实存在，播映内容多为盗版影视剧或地方戏曲碟片、磁带，大多靠违规广告获利，投资成本小，利润高，发现和查处难度大。但经过多年的严打，省内目前还存在的非法电视台数量绝不可能有近千家。 |

### 媒体与民间
2011年3月20日，安徽省有网友爆料，皖北和皖中地区存在近千家私人电视台，“通过播放暴力、色情等低俗内容，提高收视率，拉拢药品广告获利”。他们认为，这种现象的成因是“主管部门放纵不管”。